# 費氏骨舌魚
費氏骨舌魚（學名：Osteoglossum ferreirai），為輻鰭魚綱骨舌魚目骨舌魚科的其中一種，為熱帶淡水魚，俗名為“黑帶”，種名ferreirai是為了紀念首次報告該物種的葡萄牙裔巴西博物學家亞歷山大·羅德里格斯·費雷拉 (Alexandre Rodrigues Ferreira)，分布於南美洲黑河流域，本魚體細長，尾巴逐漸變細，與雙鬚骨舌魚相比，整體比例上頭部較小，身形較細長，本魚種在幼魚食其體色為黑色，體側有一條金色橫紋；個體成熟後，體色轉變為銀灰色，並帶有金屬光澤，魚鰭會以藍色與橘色漸層顯現，體長可達90公分，棲息在溪流底中層水域，主食為各種水中小型生物，也會躍出水面捕食昆蟲、小型脊椎動物，雌魚在洪水季節產卵，雄魚會用口孵的方式使卵孵化，可做為觀賞魚。

## 扩展阅读
維基物種上的相關：費氏骨舌魚